# Palazzo Capracotta

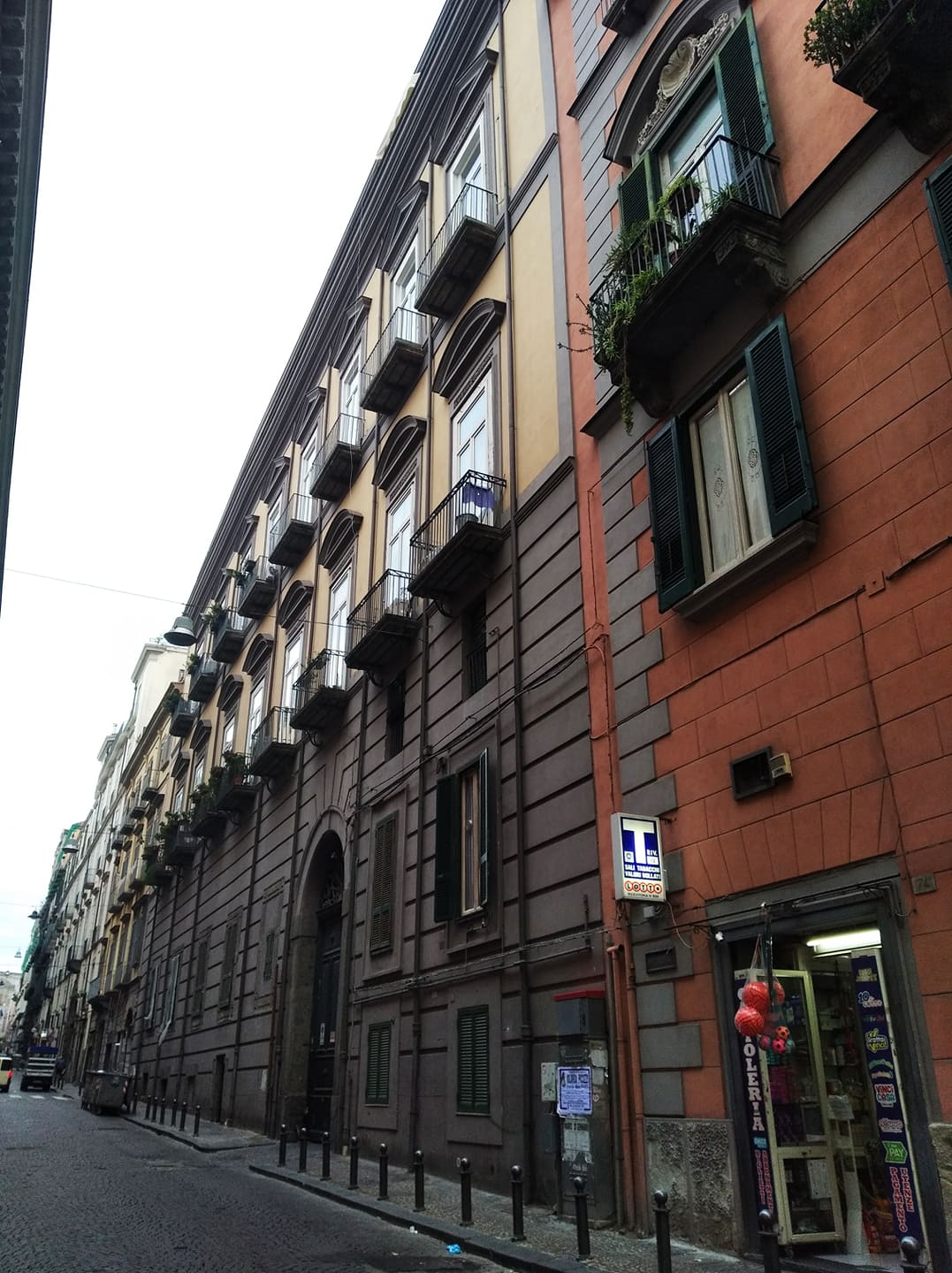
Palazzo Capracotta in Neapel, Fassade zur Via Monte di Dio.

Der Palazzo Capracotta ist ein Palast aus dem 16. Jahrhundert im Viertel San Ferdinando von Neapel in der italienischen Region Kampanien. Er liegt in der Via Monte di Dio, 74.

## Geschichte
Den Palast, einen der ältesten in dieser Straße, ließ die sehr reiche Familie Carafa di Stigliano (in verschiedenen Epochen Auftraggeber auch des Palazzo Cellammare und des Palazzo Donn’Anna) gegen Ende des 16. Jahrhunderts erbauen. 1606 fiel er an die Familie De Leyva, die ihn ein paar Jahre lang behielt und ihn bereits 1618 an die Familie Manriquez abgab (die noch 1689 Eigentümer war, wie der Volkszählungsbericht von Antonio Galluccio über den Hügel von Pizzofalcone bezeugt). Im Laufe des folgenden Jahrhunderts ging der Palast in das Eigentum der Capece Piscicellis, Herzöge von Capracotta, über, die 1859 mit dem Tod von Beatrice Capece Piscicelli ausstarben. In diesem Jahr fielen Titel und Palast an den Neffen Giovanni Piromallo (der den Palast im Laufe des 20. Jahrhunderts von einem Adelswohnsitz in eine Eigentumswohnanlage für Wohlhabende umwandelte).

## Beschreibung
Der Palast zeigt sich in klassizistischem Gewand, was sicherlich den Renovierungen in der ersten Hälfte des 19. Jahrhunderts geschuldet ist. Eine Spur der ursprünglichen Konstruktion fand man in den Verzierungen aus Piperno, die einige Fenster im Zwischengeschoss umgeben. Bemerkenswert ist auch die strenge und imposante Treppe rechts des Empfangssalons.
In den Innenräumen im ersten Obergeschoss fehlen auch die fein dekorierten Decken nicht.
Heute befindet sich der Palazzo Capracotta in gutem Erhaltungszustand, nachdem in den 2000er-Jahren an ihm massive Renovierungsarbeiten durchgeführt wurden.